# Plagodis fasciata
Plagodis fasciata là một loài bướm đêm trong họ Geometridae.